# Bernard Carasse
Pour les articles homonymes, voir Carassus.
Bernard Carasse, en latin : Bernardus Carassus, né vers 1504/1509 à  Arcizans-Avant et mort le 8 septembre 1586, est un moine chartreux, qui fut prieur de Grande Chartreuse et ministre général de l'ordre des Chartreux qui refondit les statuts de l'ordre.

## Biographie
L'histoire de ses débuts diverge selon les sources. Pour les uns, Bernard Carasse est originaire de Tarbes,. Il commande un régiment sous le maréchal de Brissac, Charles Ier de Cossé, pendant les guerres du Piémont. Il suit des cours en Sorbonne, diplômé en théologie. Il est chanoine de la collégiale Saint-Benoît de Paris.
Selon Franlez, Bernard Carassus est né à Arcizans-Avant, apparenté aux Cometo notaires à Saint-Savin, et aux Caza, de Marsous. En 1538, il est titulaire de la chapellenie dite Sassera, fondée dans l'église Saint-Pierre d'Arrens et permute son bénéfice avec Michel de Moneri, de Tarbes, titulaire de la chapellenie Notre-Dame de Pitié, fondée dans l'église paroissiale Saint-Martin d'Arcizans-Avant. Jean d'Etienne, vicaire-général de Louis de Castelnau, évêque de Tarbes, donne à Bernard Carassus des lettres de collation pour la chapellenie Notre-Dame de Pitié, bénéfice vacant par l'entrée chez les Chartreux de Bernard Carassus.
Il entre à la chartreuse de Paris et fait profession, le 9 octobre 1544. Il est nommé prieur du monastère du Mont-Dieu, en 1554, et convisiteur de la province de Picardie, en 1557 et visiteur de 1560 à 1566. Élu coadjuteur de Dom Pierre Sarde, en 1566, il devient la même année, général de l'Ordre, à la mort de ce dernier.
Dom Carasse continue les constructions commencées par son prédécesseur.
Les décrets du Concile de Trente apportent plusieurs modifications à la règle des divers ordres religieux; à cette occasion, nombre de prieurs demandent, en 1570, au général de publier une refonte totale des Statuts des chartreux, avec une rédaction plus méthodique, afin d'apprendre facilement les règles de l'ordre. Bernard Carasse présente son travail aux chapitres généraux de 1571, 1573 et 1578 et c'est seulement en 1581 que les définiteurs donnent la troisième et définitive approbation de la Nova Collectio Statutorum (Nouvelle Collection des Statuts), après avoir reçu l'assentiment du Souverain Pontife, Grégoire XIII,.
Dom Carasse porte aussi ses soins à la révision du bréviaire cartusien et il fait éditer en 1585, les homiliaires de l'Ordre.

## Œuvres
- (la) Breuiarium sacri ordinis Cartusiensis. Ex decreto & ordinatione Capituli generalis, cura verò & iussu reuerendi patris D. Bernardi Carrassi totius ordinis Generalis moderatoris restitutum, correctum, & impressum, 1587, (OCLC 954884949).

- (la) Tomus primus [-tertius] complectens homilias et sermones qui ad officium temporis, scilicet dominicarum & festorum mobilium pertinent, secundum instituta & usum ordinis Cartusiensis. Opus quidem insigne, & iuxta ordinationes capitulorum generalium anno millesimo quingentesimo ... in maiori Cartusia celebratorum sub R.P.D. Bernardo Carrasso, 1579-1608, (OCLC 898175443).